# Torre de la Pólvora (Merano)
La Torre de la Pólvora (en alemán Pulverturm o Burgruine Ortenstein) es una arquitectura militar histórica tirolés (Bergfried) situada en el municipio de Merano.

## Historia
Se supone que su origen está vinculado a la época de la dominación romana, y en ese caso probablemente se utilizó como atalaya. En la Edad Media se reforzó con un segundo muro construido alrededor del anterior.
Las noticias históricas más documentadas hablan de un antiguo castillo de Ortenstein que fue construido en el siglo XIII por los condes del Tirol y destruido tras varias campañas militares, con la única torre que queda como testigo de esa mansión. En 1629 el torreón se incorporó a las murallas de la ciudad y esta es la única parte que queda del antiguo castillo que se utilizó en los siglos XVII y XVIII como almacenaje de polvos. El nombre actual deriva de este último uso. Entre la torre y la orilla derecha del arroyo Passirio se conserva un tramo de las paredes originales.

## Aspectos arquitectónicos
La torre es el torreón de un castillo construido en la Edad Media, el castillo de Ortenstein, ya mencionado en la primera mitad del siglo XIV. En los últimos tiempos el acceso se ha obtenido a través de una puerta con arco de medio punto que se encuentra a unos 4 metros de altura sobre la base. Tiene varias rendijas estrechas que se pueden ver subiendo por la escalera interior metálica. La parte superior está decorada con amplias almenas espaciadas.

## Aspectos paisajísticos y naturalistas

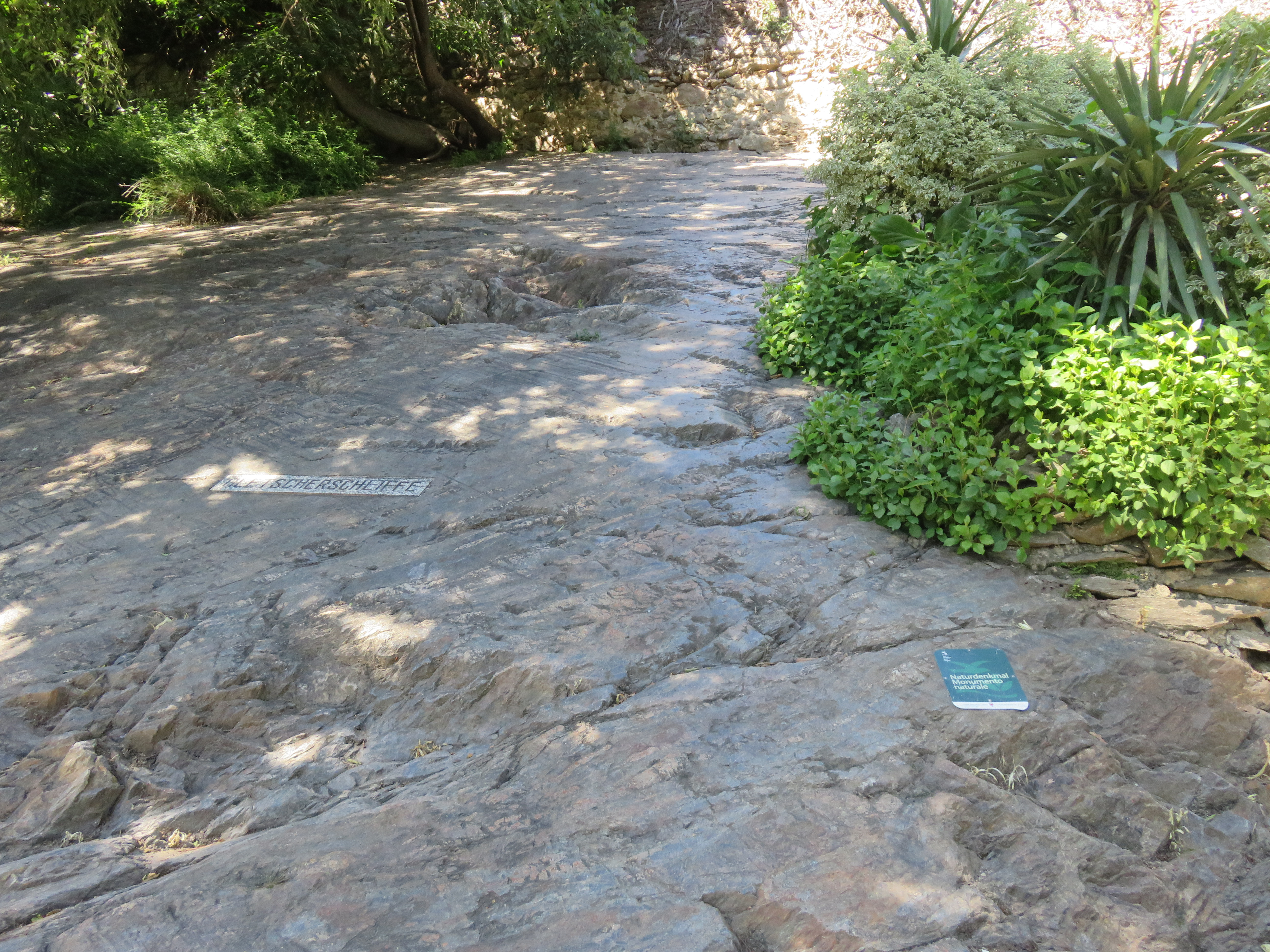
Merano, Monumento natural. Efectos del deslizamiento de los glaciares durante la glaciación de Würm.

Siguiendo el camino del Paseo Tappeiner, se llega a la torre a través de puntos panorámicos con vistas a los valles del Adigio y del Passirio, pasando por el puente romano. Después de subir las escaleras metálicas internas de la antigua instalación militar de vigilancia y defensa, se llega a unos 12 metros del suelo y se disfruta de un panorama notable. 
A poca distancia de la torre, en el paseo, se puede admirar un monumento natural formado por rocas suavizadas por la acción de los glaciares durante la última glaciación.

## Galería de imágenes

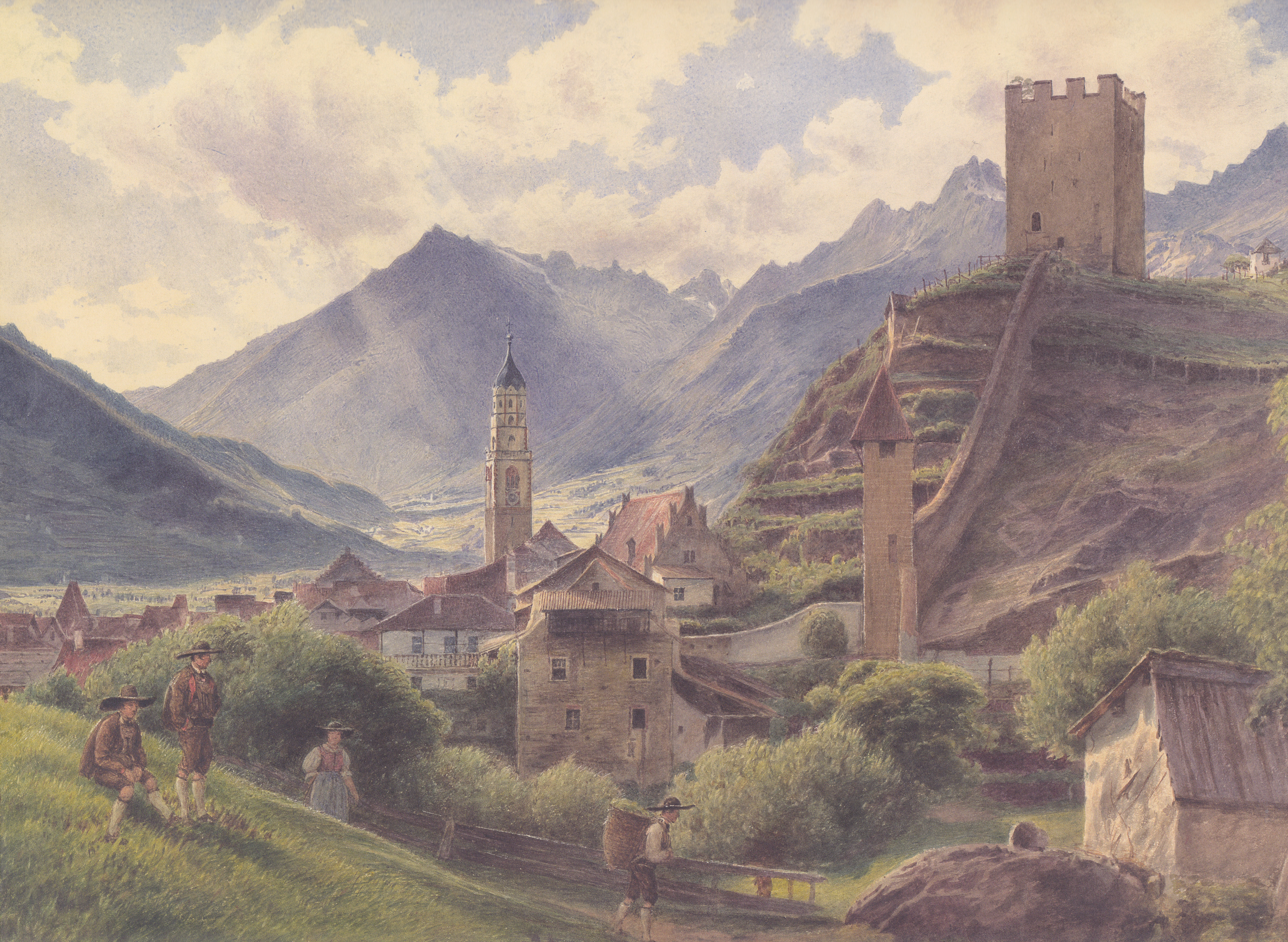
Vista a Merano, Jakob Alt, 1845
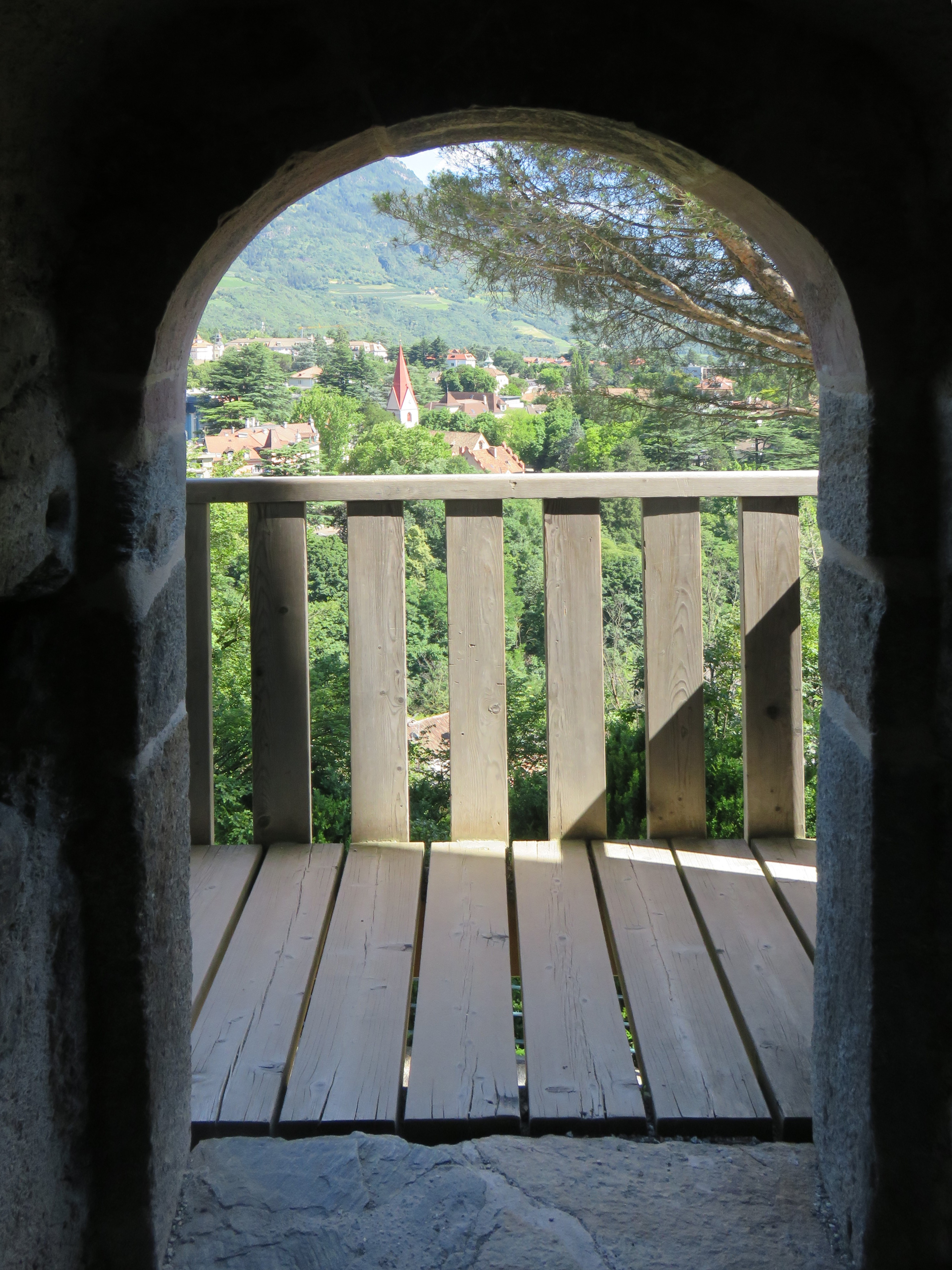
Torre de la Pólvora, acceso a la torre
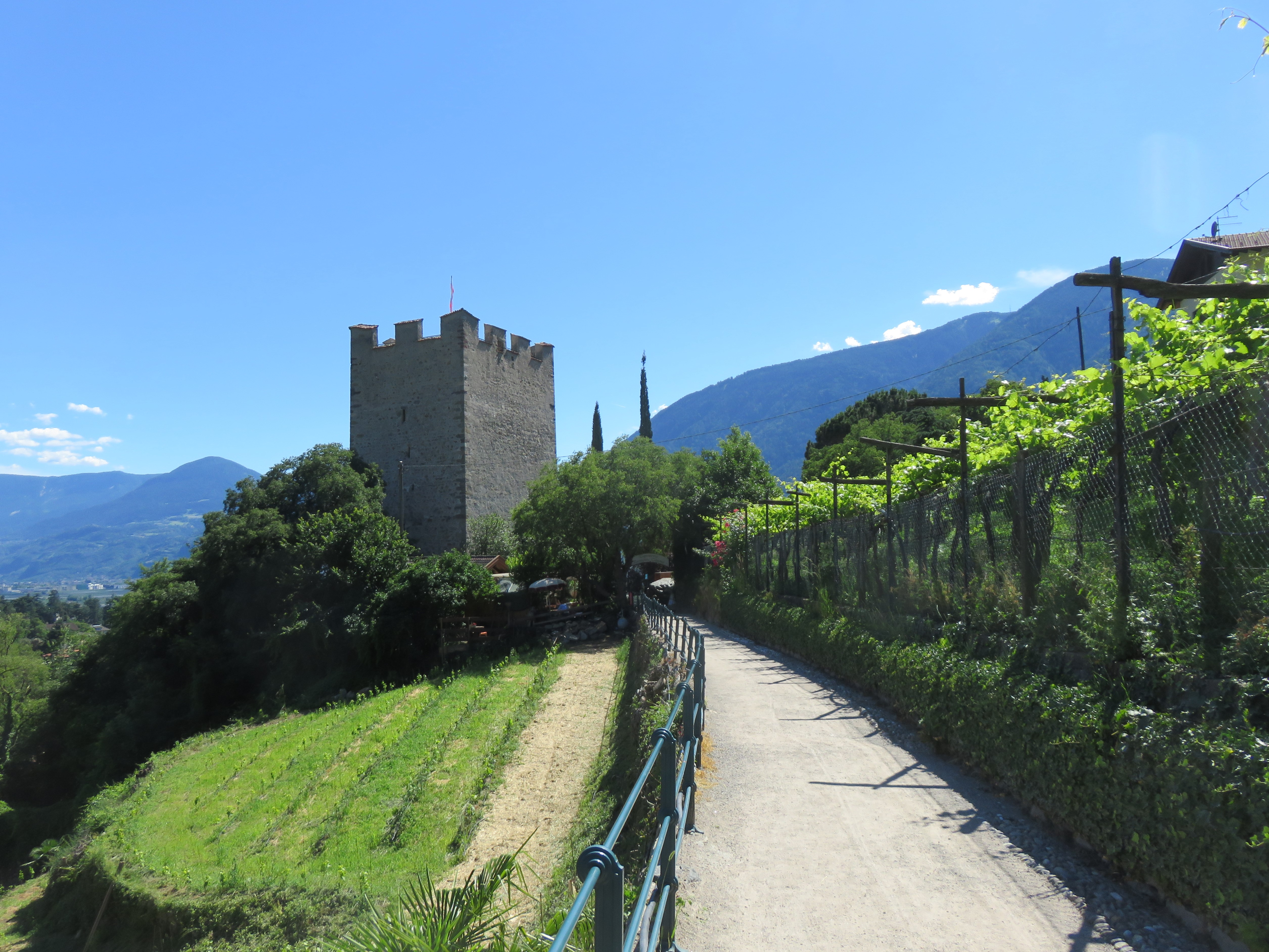
Paseo cerca de la torre
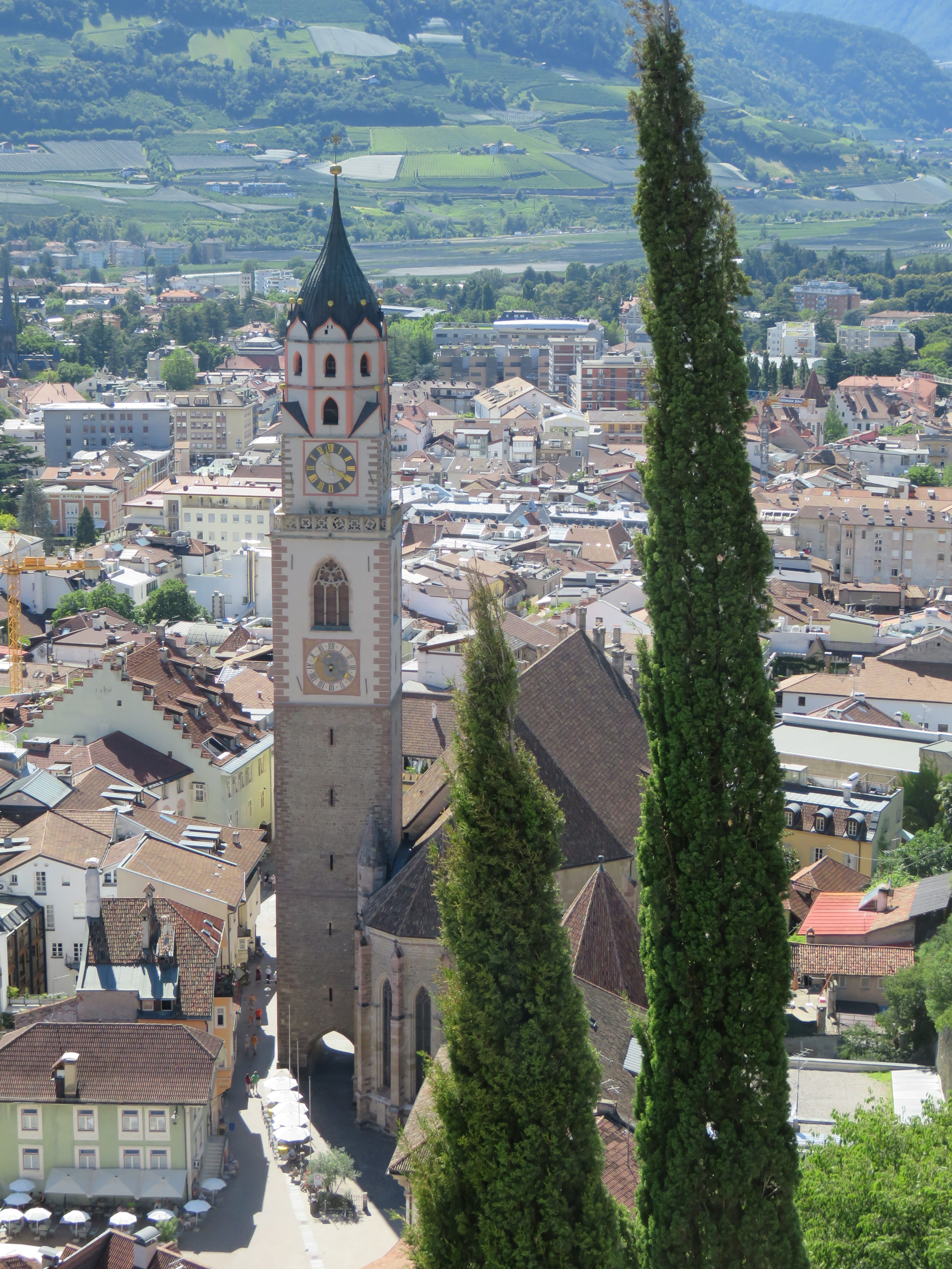
Panorama de Merano desde la torre. El campanario de la catedral.

## Otros proyectos
- Wikimedia Commons contiene imágenes u otros archivos sobre la Torre de la Pólvora